# Scie à tronçonner
Une scie à tronçonner est tout type de scie conçu pour couper le bois perpendiculairement au fil du bois.  Ces scies peuvent être petites ou grandes, manuelles ou mécaniques.  
Les scies à tronçonner  peuvent utiliser aussi bien de petites dents rapprochées pour un travail plus minutieux comme le travail du bois, ou plus grandes pour un travail grossier comme le tronçonnage de troncs non équarris.
Les scies à tronçonner s'opposent aux  scies à déligner (ou scies à refendre).
Certains types de scies peuvent à la fois tronçonner et déligner, par exemple la ryoba, scie japonaise dont la lame comporte un côté affûté pour tronçonner et l'autre côté pour déligner.